# Blepharis spinescens
Blepharis spinescens är en akantusväxtart som beskrevs av Vollesen. Blepharis spinescens ingår i släktet Blepharis och familjen akantusväxter. Inga underarter finns listade i Catalogue of Life.